# الجرة حكاية من الشرق (فلم)
الجرة حكاية من الشرق (بالإنجليزية: The Jar: A Tale From the East) هو فيلم رسوم متحركة من إنتاج النجم للإنتاج الفني صدر في سنة 2001 بأربع لغات اصلية , واستندت القصة على واقعة حدثت في الحضارة الاسلاميه القديمه.

## القصة
يحكي عن عائلة فقيرة في الشرق الاوسط وجدت كنزا في جرة تحت منزلهم الجديد ولهم جار جشع يبذل كل السبل للحصول على الكنز , تدور احداث الفيلم عن محاولات العائلة للوصول لصاحب الجرة والصراع بين الخير والشر.
ترافق مع القصة الأساسية للفيلم قصة ثانوية أخرى تدور في مزرعة البيت. والقصة تروى عن جرذان غبية تقوم بسرقة البيض من القن يومياً، فيتعاون السنجاب الصغير والديك على كشف تلك الجرذان. وهنا صراع الخير المتمثل بالسنجاب والديك والدجاجات مع الشر الذي مثلته الجرذان، وكانت التفاتة المخرج هي إلغاء الحوار والاستعاضة عنه بأصوات الحيوانات نفسها، مع خلق قدرة ايحائية عبر الحركات لتوصيل فحوى الحديث أو متابعة تنامي القصة الثانوية.

## الشخصيات
الأب (أمين) : نجاح سفكوني/
الصديق (صالح) و ابن أمين (حسن) : محمود جركس/
الرجل الحكيم (فاضل) : صبحي الرفاعي/
الأم (أم حسن) : وفاء موصلي/
زوجة الجار البخيل (عنودة) : فاطمة سعد/
ابن أمين (ربيع) : لؤي حورانية/
ابنة صالح (حسناء) : نجاة سليمان/
الجار البخيل (عناد) : فراس كواري.

## الجوائز
- The Dove Foundation - Endorsement
- The Film Advisory Board - Award of Excellence
- Coalition for Quality Children's Media - Endorsement
- Santa Clarita International film Festival - Finalist Award

## وصلات خارجية
- مقالات تستعمل روابط فنية بلا صلة مع ويكي بيانات
- صحيفة الحياة :«الجرة» رسوم متحركة عربية تروي صراع الخير والشر